# Orjol (űrhajó)
Az Orjol, korábban Fegyeracija (magyarul: Szövetség), még korábban PPTSZ (ППТС, Перспективная пилотируемая транспортная система, oroszul Tervezett Emberes Szállítórendszer) fejlesztés alatt álló orosz űrhajó, a Szojuz (űrhajó) tervezett váltótípusa. A programot a Kliper és a CSTS/ACTS programok törlése után indította az Orosz Szövetségi Űrügynökség, az ACTS programhoz javasolt orosz űrhajóterv alapjain. Első, személyzet nélküli indítását 2024-re tervezik.
Miután az Európai Űrügynökségnek (ESA) és az Orosz Űrügynökségnek (RKA) nem sikerült megegyezni sem 2004-től a Kliper, sem 2006-tól az ACTS/CSTS programokban tervezett űrhajók gyártásának és finanszírozásának az elosztásában; 2008-tól a két fél külön folytatta személyűrhajó fejlesztési programját. Az ESA az ATV teherűrhajóból tervezi kialakítani a CRV visszatérő teherűrhajót amit később emberek szállítására is alkalmassá tehet. Az orosz fél az ACTS programban javasolt saját építésű űrhajóját tervezi megvalósítani. Az űrhajót az RKK Enyergija (mint fővállalkozó) és a Hrunyicsev Gépgyár közösen építené. Az Orjol űrhajót hordozó Rusz–M hordozórakéta építésével a CSZKB-Progressz vállalatot bízta meg az Orosz Űrügynökség.

## Felépítése, működése
Az űrhajót a szintén tervezés alatt álló Rusz–M hordozórakéta állítaná alacsony Föld körüli pályára az Oroszország Amuri területén felépíteni tervezett Vosztocsnij űrrepülőtérről.
Az űrjármű egy körülbelül 4 méter átmérőjű, a személyzetet befogadó csonkakúp alakú visszatérő-kabinból és a hozzá kapcsolódó hengeres műszaki egységből áll. A Földre visszaérkezéskor a visszatérő kabin a légköri fékezés után a pontosabb leszállás érdekében tisztán rakétás fékezéssel szállna le Oroszország területén. Ejtőernyőt csak a rakétás leszállórendszer meghibásodása esetén használna.

## Lehetséges változatai
- A Föld körül keringő űrállomás ellátására tervezett 12 tonnás személyszállító változat maximum hat fő befogadására képes. Maximum öt napos önálló repülésre képes és egy évig maradhat az űrállomáshoz kapcsolva. Önálló automata űrlaboratóriumnak felszerelve négyfős személyzettel akár 30 napos önálló repülésre is képes lehet.

- A teherszállító változatban a visszatérő-kabinban az emberek és az életfenntartó rendszerek helyére maximum 2,5 tonna teheráru lenne elhelyezhető. A visszahozható hasznos teher legalább 500 kg lehet.

- A holdrepülésekre tervezett változat négyfős. A Hold körüli pályáról való visszatéréshez szükséges üzemanyag elhelyezéséhez a műszaki egységet meghosszabbítanák, ezzel az űrhajó tömege 16,5 tonnára növekedne. Maximum 14 napos önálló repülésre képes és körülbelül 200 napig maradhat egy esetleges Hold körüli pályán keringő űrállomáshoz kapcsolva.

A holdutazáshoz a Orjol először Föld körüli pályán összekapcsolódna egy holdi rakétafokozattal amelyet a Rusz–M rakéta nagyobb, teherszállító változatával indítanának. A holdi rakétafokozat indítja el az űrhajót a Holdhoz, majd megérkezve lefékezi Hold körüli pályára. Itt találkoznak a hasonló módon feljuttatott holdkomppal, vagy esetleg egy űrállomással. A személyzet átszáll a holdkompba, leszáll a Holdon, majd programja végeztével felszáll és újra találkozik a Orjollal. Az újbóli átszállás után az Orjol fedélzetén visszaindulnak a Földre és légköri fékezés után orosz területen szállnak le.

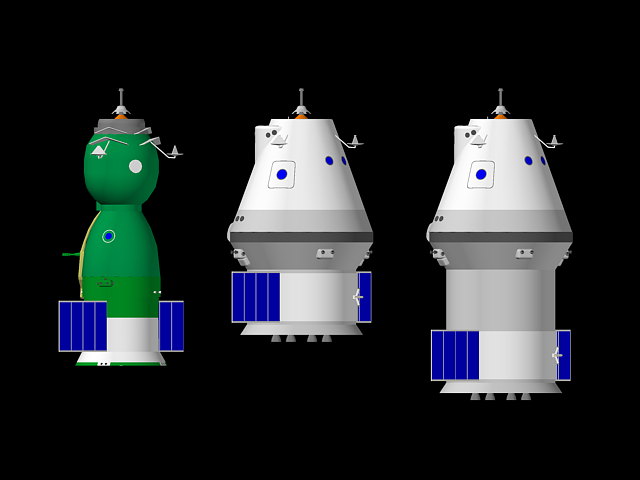
Bal oldalon a Szojuz űrhajó, középen a PPTSZ űrhajó űrállomáshoz tervezett, jobb oldalon a Hold-küldetésekhez tervezett változata látható, méretarányosan ábrázolva